# Lubogoszcz, Tỉnh West Pomeranian
Lubogoszcz [luˈbɔɡɔʂt͡ʂ] (trước đây là Lziggust của Đức) là một ngôi làng thuộc khu hành chính của Gmina Grzmiąca, thuộc hạt Szczecinek, West Pomeranian Voivodeship, ở phía tây bắc Ba Lan. Nó nằm khoảng 19 kilômét (12 mi) về phía tây bắc của Szczecinek và 133 km (83 mi) về phía đông của thủ đô khu vực Szczecin.
Trước năm 1945, khu vực này là một phần của Đức. Đối với lịch sử của khu vực, xem Lịch sử của Pomerania.
Ngôi làng có dân số 360 người.